# The Action Is Go
The Action Is Go  è il quarto album in studio del gruppo musicale stoner rock statunitense Fu Manchu, pubblicato nel 1997.

## Tracce
1. Evil Eye – 3:30
2. Urethane – 3:36
3. Action Is Go – 3:06
4. Burning Road – 5:47
5. Guardrail – 2:57
6. Anodizer – 4:26
7. Trackside Hoax – 4:54
8. Unknown World – 2:49
9. Laserbl'ast! – 3:47
10. Hogwash – 3:41
11. Grendel Snowman – 4:09
12. Strolling Astronomer – 3:43
13. Saturn III – 7:55
14. Nothing Done – 1:15

## Formazione
- Scott Hill - voce, chitarra
- Brant Bjork - batteria
- Bob Balch - chitarra
- Brad Davis - basso, theremin
- Jay Noel Yuenger - organo, minimoog